# 三穂津姫
三穂津姫（ミホツヒメ）は、日本神話に登場する女神。高皇産霊尊の娘で、大物主神あるいは大国主神の后。

## 概要
『日本書紀』の葦原中国平定場面の第二の一書にのみ登場する。

## 記述

### 日本書紀

#### 巻第二 第九段一書第二
大己貴神（大国主神）が国譲りを決め、幽界に隠れた後、高皇産霊尊が大物主神（大己貴神の幸魂奇魂）に対し「もしお前が国津神を妻とするなら、まだお前は心を許していないのだろう。私の娘の三穂津姫を妻とし、八十万神を率いて永遠に皇孫のために護られよ」と詔した。

## 考証
「ミホツヒメ」の「ツ」は「の」を表す格助詞で、「ミホ」の女神という意味になる。

## 祀る神社
- 氷川女體神社（埼玉県さいたま市緑区宮本） - 配祀
- 御穂神社（静岡県静岡市清水区三保） - 主祭神  - 三保の松原の入り口にある。大己貴命（ここでは別名を三穂津彦命としている）とともに祀られており、「羽衣の松」と縁が深い（三穂津彦命、御穂津姫命という表記もあり）。
- 出雲大神宮（京都府亀岡市千歳町出雲無番地） - 主祭神  - 大国主神とともに主祭神となっており、大国主神の后とされている。
- 村屋坐弥冨都比売神社（奈良県磯城郡田原本町藏堂） - 主祭神  - 大物主神とともに主祭神となっており、大物主神の后とされている。
- 美保神社（島根県松江市美保関町美保関） - 主祭神  - 大国主神の子の事代主神とともに祀られている。